# ТОР (тактична поліція)
ТОР (абр. від Тактико-оперативне реагування) — спеціальні підрозділи (роти, батальйони, полки) управлінь патрульної поліції в областях, Автономній Республіці Крим, м. Севастополі та м. Києві Департаменту патрульної поліції, що призначені для ефективної охорони громадського порядку у публічних місцях, під час масових заходів та забезпечення реалізації задач патрульної поліції для яких недостатньо екіпірування та навичок звичайних інспекторів патрульної поліції.

## Історія
Потреба створення такого спецпідрозділу, як ТОР саме у складі патрульної поліції уже назріла давно з огляду на їх буденну практику роботи. Адже виклики, на які виїжджають патрульні, досить різні і з урахуванням наявності у правопорушників зброї, їх агресивного стану, часто бувають випадки, що загрожують життю і здоров’ю, як самих патрульних поліцейських, так і громадян. Відтак ТОР задумувався тактичним підрозділом для забезпечення безпеки особового складу патрульної поліції та працівників інших підрозділів ГУНП у вирішенні складних конфліктних ситуацій з високим рівнем загрози.
У 2016 році в Україні створили новий підрозділ патрульної поліції тактично-оперативного реагування або ж ТОР. Підрозділ охороняє громадський порядок на акціях протесту й мітингах, в інший час — патрулює місто.
23 липня 2019 року у Донецьку область прибув зведений загін спецпідрозділу ТОР. Головним завданням підрозділу було підсилення місцевої поліції, забезпечення публічного порядку та безпеки на окружній виборчій комісії. Також спецпідрозділ ТОР був задіяний для транспортування виборчої документації до центральної виборчої комісії.Раніше повідомлялося, що Нацполіція направила на Житомирщину гелікоптер зі спецпідрозділом ТОР для забезпечення правопорядку під час підрахунку голосів на №64 ОВК.
В 2019 році для тактичної підтримки ТОР в складі патрульної поліції був створений додатковий підрозділ Тac Team. Спецпризначенці мають особливе оснащення, захист та зброю. Готували їх за методикою американських правоохоронців.
З лютого 2022 року разом із закарпатськими військовими формуваннями на лінії зіткнення несуть службу бійці спецпідрозділу «ТОР» обласного управління патрульної поліції. Про це повідомив очільник краю Віктор Микита.
24 лютого 2022 року миколаївська рота ТОР вибила російських десантників з Кульбакінського аеродрому, чим допомогла утримати місто Миколаїв від російської окупації.
З квітня 2022 року у м. Буча та інших населених пунктах Київської області працюють бійці зведеного полку спеціального призначення Нацполіції «Сафарі», до складу якого увійшли представники підрозділів поліції особливого призначення, бійці КОРДу та ТОР, а також фахівці вибухотехнічної служби.

## Завдання
Поліцейські спецпідрозділу ТОР відпрацьовують ті виклики, де потрібна силова підтримка екіпажам патрульної поліції під час виникнення надзвичайних ситуацій. Часто це бувають масові бійки, розбої, пограбування, тілесні ушкодження, різноманітні масові заходи тощо…

## ТacTeam
ТacTeam – це взвод тактичної підтримки підрозділу тактико-оперативного реагування патрульної поліції. Взвод залучається виключно коли безпосередньо доведеться затримувати людей, які вчинили важкі або особливо важкі злочини.
Основна відмінність поліціянтів ТacTeam від ТОР та простих патрульних – це рівень захисту. На відміну від ТОР, що носять комплект протиударного захисту «Робокоп» та тактично-захисний шолом, ТacTeam носять бронежилети з бронеплитинами шостого рівня захисту, які витримують кулі від автоматичної зброї (від 9х18 до 7,62x54). Також спецпризначенці озброєні М4A1, Glock 17, та іншими спецзасобами для затримання особливо небезпечних озброєних злочинців. 
Для того щоб потрапити у підрозділ необхідно здати тест з фізичної підготовки та стрільбу з двох видів зброї, а також успішно пройти інтенсивний курс підготовки який триває близько місяця. На курсі вивчають медицину ТССС, поглиблений курс вогневої підготовки, CQB. Успішно закінчують курс не  більше 60% рекрутів. 
Підрозділ створено в 2017 році і наразі вже підготували патрульних підрозділу тактичної підтримки тактико-оперативного реагування патрульної поліції для Києва, Харкова, Краматорська, Дніпра, Миколаєва, Одеси, Чернігова, Рівного, Сум, Львову, Житомира, Кривого Рогу, а з 2023 року для Чернівців.
Точна кількість бійців TacTeam невідома, але в ЗМІ повідомлялося, що станом на 2024 рік їх кількість становить всього півтори сотні на всю країну.

## Оснащення
ТОРівці забезпечені спеціальним обладнанням, яке створює додатковий захист під час масових заворушень та відпрацюванні небезпечних викликів. До обладнання та екіпірування інспектора роти ТОР входить комплект протиударного захисту «Робокоп», тактично-захисний шолом, кайданки і стяжки, газовий балон «Терен-4М», палка резинова, пістолет Форт-17 та MP5.